# Pierre Sonnerat
Pierre Sonnerat est un dessinateur, un naturaliste et un explorateur français, né le 18 août 1748 à Lyon et mort le 31 mars 1814 à Paris. Il est surtout connu pour ses deux récits de voyage en Asie, superbement illustrés de gravures de sa main. Son second ouvrage qui connut un immense succès, contribua à mieux faire connaître la civilisation indienne. Il est célèbre parmi les naturalistes, pour avoir donné les premières descriptions et illustrations savantes de quelques mammifères et de nombreux oiseaux et plantes d'Asie tropicale. C'était aussi un homme des Lumières, opposé à l'esclavage et désireux de diffuser les connaissances utiles au progrès matériel.

## Biographie

### Jeunesse lyonnaise
Pierre Sonnerat est né le 18 août 1748 à Lyon, d'un père négociant bourgeois et d'une mère, née Benoîte Poivre, cousine germaine de Pierre Poivre, le botaniste ayant introduit les épices asiatiques sur l'Isle de France, l'actuelle île Maurice.
On ne sait que très peu de choses sur son enfance et sa formation. Une correspondance de Grimm nous apprend cependant qu'il fut dessinateur dans les manufactures de Lyon. À cette époque, les métiers de la soie connaissaient une période de prospérité et employaient des artisans qualifiés et de vrais artistes comme dessinateurs pour étoffes. L'« École royale académique de dessin pour le progrès des arts et celui des manufactures de la ville de Lyon » dispensait des cours gratuits. Elle formait de nombreux dessinateurs à la peinture classique et à la reproduction des fleurs naturelles dans toutes leurs nuances. Des notions de botanique étaient données aux dessinateurs fleuristes.

### À l'Isle de France (Maurice), 1770-1772
La version officielle de sa biographie est basée sur la préface de Voyage aux Indes orientales et à la Chine le second ouvrage de Sonnerat, contenant un extrait d'un rapport de l'Académie des Sciences :
« M. Sonnerat, ayant des connaissances dans l'histoire naturelle, le zèle et le goût de l'observation, partit de Paris en 1768, et pour lors, disciple de M. Commerson, il parcourut avec lui, l'espace de trois ans, les Isles de France et de Bourbon, Madagascar, etc. M. de Sonnerat s'étant instruit sous cet habile observateur, fit ensuite les voyages de l'Inde, des Philippines, des Moluques et de la Nouvelle-Guinée; il revint en France en 1773, rapporta une collection considérable en différents genres d'histoire naturelle, qu'il déposa au Cabinet du roi, et donna en même temps au public l'histoire de ses voyages, dans laquelle se trouve la description d'arbres précieux des Indes, l'arbre-à-pain, le muscadier, le giroflier, etc. ainsi que celles de plusieurs oiseaux, parmi lesquels se trouvent quatre espèces nouvelles d'oiseaux de paradis »
Cette biographie a été depuis maintes fois reprise, parfois avec de légers ajouts mais souvent pratiquement à l'identique. En 1768, Sonnerat avait 20 ans, et on peut facilement imaginer que c'est un âge où le goût de l'aventure dut le pousser à partir pour l'Isle de France rejoindre son parent Pierre Poivre en tant que secrétaire personnel. Nommé intendant des îles de France et de Bourbon, Pierre Poivre, après un long combat pour ramener des épices d'Asie, s'installe à Port-Louis (actuelle île Maurice) en 1767 où il impulsera un développement économique à la région. Il créera par la suite le « jardin de Pamplemousses » (de nos jours nommé « jardin botanique Sir Seewoosagur Ramgoolam »), destiné à acclimater ses précieuses épices.

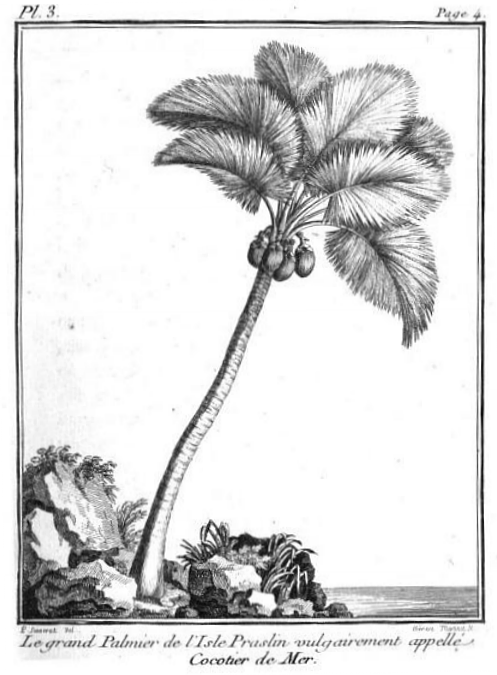
« Cet arbre observé attentivement, a été reconnu comme une espèce de latanier ou de lontard des Indes; il s'élève jusqu'à quarante-deux pieds de hauteur...» (Voyage à la nouvelle Guinée)

Pourtant un doute s'est institué sur les activités de Sonnerat durant les années 1768-1770, depuis que les historiens Ly-Tio-Fane  et Jean-Paul Morel ont exhumé quelques documents dissonants des archives.
Une source indique qu'en 1769, il est fait écrivain des vaisseaux du roi. (Arch. Nat. Col E 372). Une autre source importante est le rôle du vaisseau la Paix armé à Lorient pour l'Isle de France le 5 avril 1769  (parvenu dans l'île le 23 août 1769), dans laquelle on peut lire « Pierre Sonnerat - passager - parent de Mr Poivre, secrétaire de Mr de Verdière, à ses frais, a fourni sa soumission - resté à terre à Lorient ». Donc, alors qu'on croyait Sonnerat aux Mascareignes à herboriser avec Commerson, il était en France, occupé auprès Mr de Verdière. Ce dernier, est un militaire qui s'est rendu à l'Isle de France de 1769 à 1772 pour une mission secrète. Il prend place sur un bâtiment de la Compagnie des Indes le Saint André 30 juin 1769 de Lorient et atteint l'Isle de france le 11 janvier 1770. On a donc tout lieu de penser avec Morel que Sonnerat serait arrivé à l'Isle de France en janvier 1770, en compagnie de Verdière, sur le Saint André.
Après cette date, les sources permettent de préciser les activités de Sonnerat aux Mascareignes.
Il était logé au Port-Louis dans les bâtiments de l'Intendance et partageait la table de Poivre avec Philibert Commerson, un éminent naturaliste qui venait de faire le voyage autour du monde avec Bougainville. À leur contact, Sonnerat se passionne pour l'histoire naturelle et passe le plus clair de son temps à s'instruire auprès de Commerson qui en fit son dessinateur.
Mais quand Commerson part à Madagascar, il n'est pas accompagné par Sonnerat mais par M. de Jossigny son autre dessinateur. Sonnerat venait d'être nommé écrivain sur la flûte l'Isle de France, un vaisseau de 500 tonneaux, équipé de 18 canons, et d'un équipage de 118 hommes et allait participer à ce titre à trois campagnes :
1) 1770 :  une mission à Madagascar. Sonnerat était présent sur la flûte lors de la traite au Fort-Dauphin. La flûte rapporte de Madagascar au Port-Louis, un chargement de riz, de viandes salées ainsi que quelques esclaves.
2) mars-avril 1771 :  une mission au Cap de Bonne-Espérance à partir du Port-Louis. Sonnerat participa à une mission d'un mois dans la colonie hollandaise du Cap avec la flûte l'Isle de France à partir du Port-Louis. Contrairement à sa biographie officielle, il n'est pas avec Commerson qui passa toute l'année 1771 à l'île Bourbon. Il y rencontre le naturaliste britannique Joseph Banks qui accompagnait James Cook dans son premier voyage autour du monde. Banks lui fait découvrir sa collection d'histoire naturelle et notamment celle d'oiseaux. Il lui fait don de quelques oiseaux naturalisés. Sonnerat s'éprend du monde coloré des oiseaux et il consacrera plus tard de nombreuses descriptions illustrées de gravures de sa main, à ceux qu'il observa aux Philippines et aux Moluques.
3) 29 juin 1771 - 4 juin 1772 :  une mission aux Philippines et Moluques.
Sonnerat prend place sur la flûte l' Isle de France qui appareille pour les Philippines. Le journal de bord de la flûte l' Isle de France indique que l'expédition est passée au large des Seychelles sans s'y arrêter, contrairement à ce que laisse entendre le premier chapitre de son récit Voyage à la Nouvelle Guinée.
Il poursuit son voyage jusqu'en Nouvelle-Guinée, et dans les îles Moluques mais aussi à Manille. Dans son récit de voyage qui parut en 1776, Voyage à la Nouvelle Guinée, il décrit de très nombreuses espèces végétales et animales qu'il illustre de nombreuses gravures.

### Retour en France 1772-1774
Sonnerat retourne en France en 1772. Il embarque sur le vaisseau l'Indien le 20 octobre 1772, en compagnie de la famille Poivre et de l'astronome, l'abbé Rochon. Ils font une escale prolongée au Cap, confirmée par un récit du botaniste suédois C.P. Thunberg qui témoigne de ses excursions au Cap en compagnie de Sonnerat.
Sonnerat rapporte à Paris une superbe collection dont il fit présent au Cabinet du roi. D'après les manuscrits Sonnerat au Muséum d'Histoire naturelle, il semble que la majorité de ses productions soient des herbiers et dessins ramenés de l'expédition aux Moluques.
Sonnerat consolide sa position au sein de la sphère académique : il est élu membre associé de l'Académie des sciences de Lyon puis est nommé correspondant du botaniste Michel Adanson de l'Académie royale des sciences de Paris en 1774 et correspondant du Cabinet du roi.
Le récit de son Voyage à la Nouvelle-Guinée sera publié en 1776 alors qu'il est déjà reparti en Orient.

### Le second voyage en Asie 1774-1781

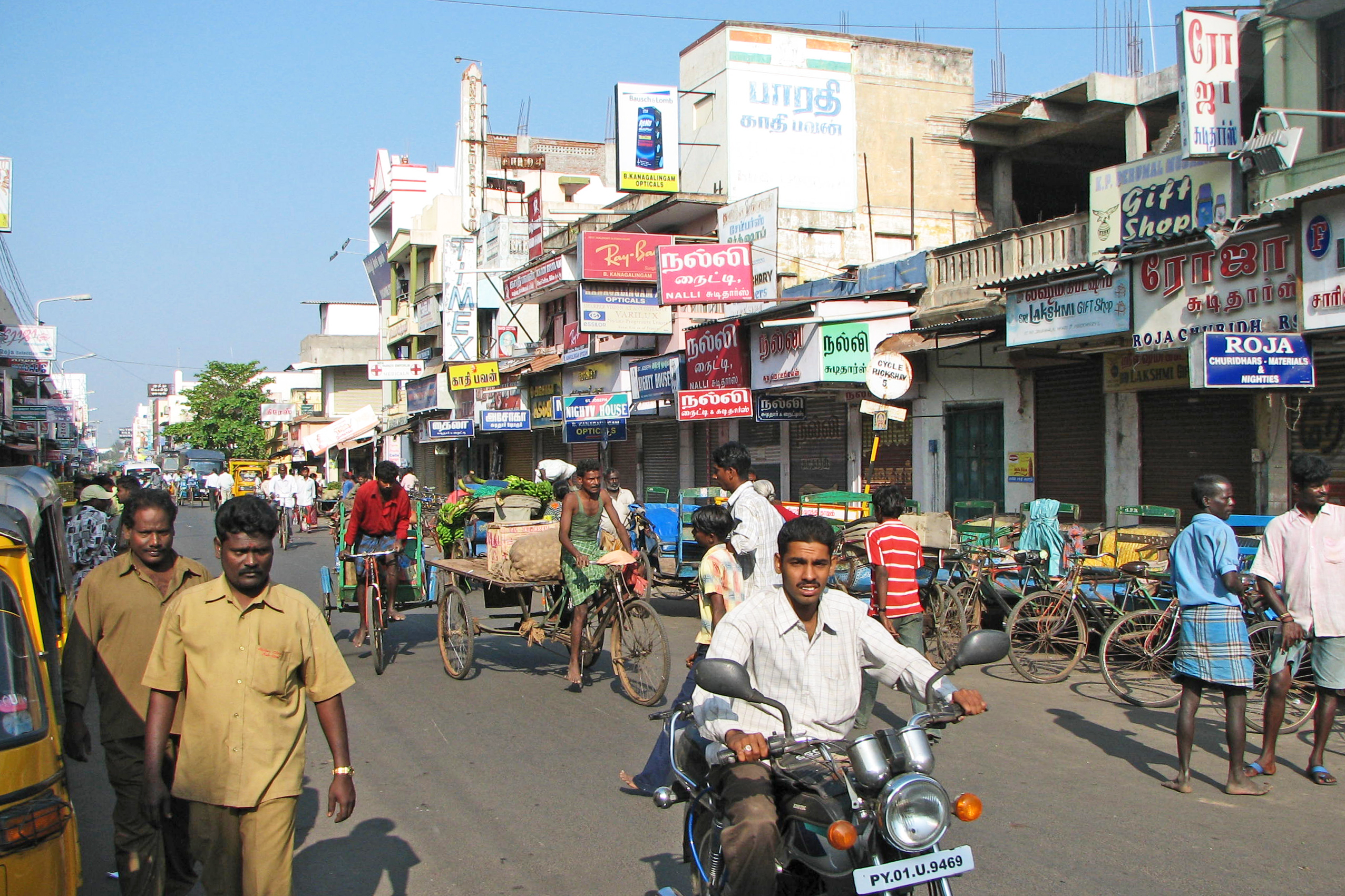
Rue de l'actuelle Pondichéry

En 1774, Pierre Sonnerat est nommé sous-commissaire de la Marine par Turgot, sur recommandation de Pierre Poivre. Il reprend la mer en étant chargé par le roi, de continuer des recherches dans les pays lointains et d'assembler une riche collection de plantes et d'animaux. Il passera par l'Inde, La Malaisie et la Chine.
Il est déçu par son séjour en Chine où il ne trouve pas les conditions favorables d'exploration tant sur le terrain que dans ses contacts avec les Chinois. Par contre, il s'éprend de la culture indienne. Au terme de son voyage, il s'installe à Pondichéry pour y assumer ses fonctions de sous-commissaire. Lorsque les Anglais attaquent la ville, il participe activement à la défense et assiste aux dernières heures de la résistance du comptoir face aux bateaux de guerre britanniques.

### Retour en France 1781-1785
Il est de retour en France en 1781 où il fait un nouveau dépôt au Cabinet du roi, de plus de 300 oiseaux naturalisés, d'insectes et de 50 quadrupèdes.
Son compte rendu paraît en 1782 sous le titre de Voyage aux Indes orientales et à la Chine, fait depuis 1774 jusqu'à 1781. L'ouvrage où il évoque tous les grands thèmes de l'Inde fabuleuse, connut un immense succès .
En 1781, Sonnerat épouse à Paris Marguerite Menissier, dont il a un fils et une fille. À partir de cette époque, ce père de famille semble plus soucieux de s'enrichir.

### Dernier voyage, commandant de Yanaon 1785-1793, prisonnier 1793-1813, mort en 1814

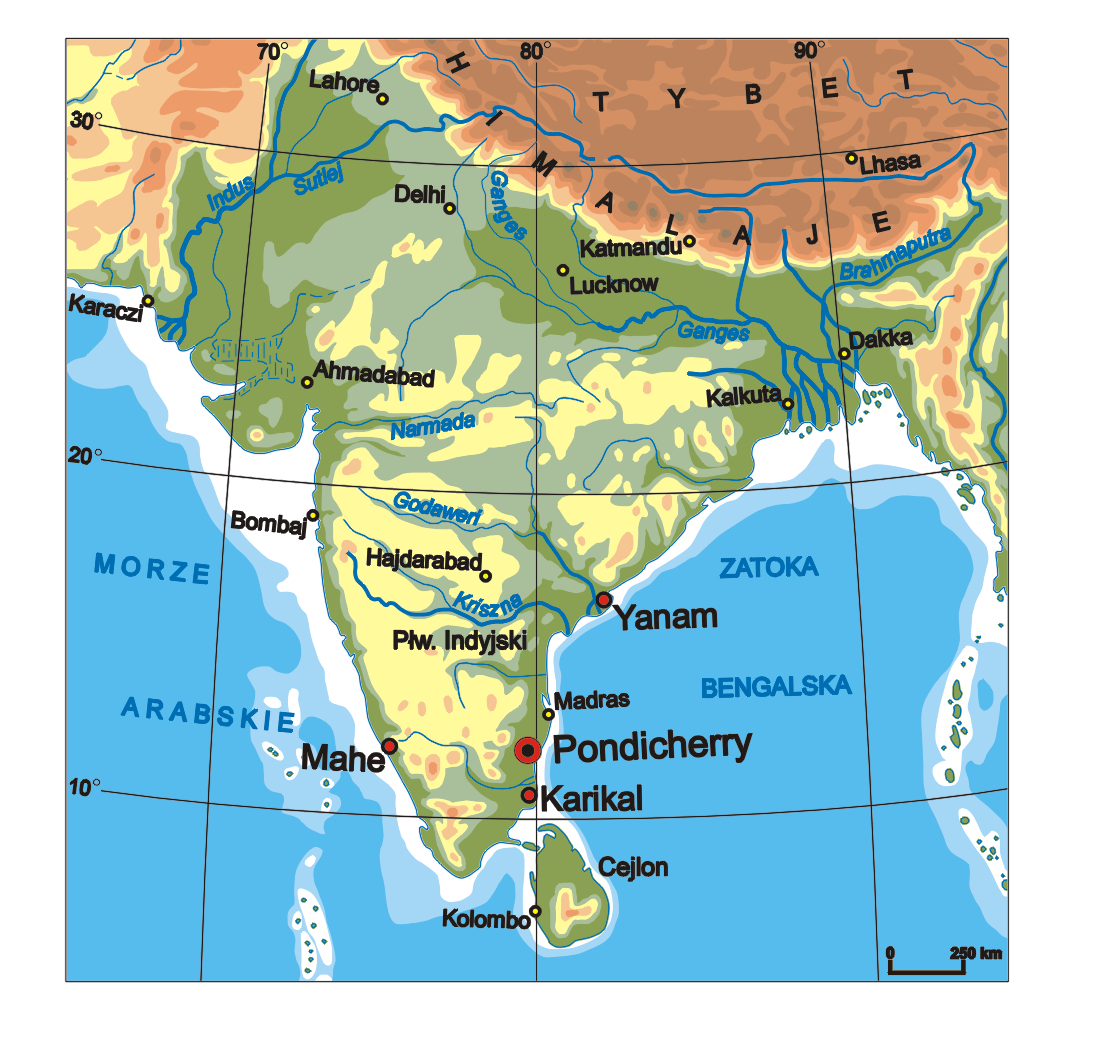
Inde

En 1785, Pierre Sonnerat reprend la mer en direction de Pondichéry. La ville déchue et appauvrie lui offre peu d’opportunités.
Il est alors nommé commandant de Yanaon, une enclave de 30 km2, dans le district de Pondichéry où il exerce ses fonctions durant les années difficiles de la Révolution (1790-1793), et se retrouve en butte aux rivalités de la communauté marchande européenne. Par contre, il a une excellente réputation auprès de la communauté indienne « le chef de cette aldée qui depuis deux ans a toujours jugé selon nos castes sans manquer à nos lois ».
Il essaye d'y développer la production du sel et de tissus, afin de relever le niveau économique du comptoir. Les colons vivant là, lui reprocheront de favoriser trop les indigènes et d'abuser de son pouvoir administratif pour s'enrichir personnellement en faisant lui-même du commerce.
En 1793, les Anglais prennent Yanaon et le font prisonnier.
Il resta prisonnier 20 ans. Sa correspondance nous apprend qu'il travaille à son Nouveau Voyage aux Indes Orientales. Il est libéré en 1813, sur les recommandations de Antoine-Laurent de Jussieu et du naturaliste britannique Joseph Banks qu'il avait rencontré au Cap.
Sonnerat revient à Paris pour y mourir à l'âge de 69 ans.

## Œuvres
Le XVIIIe siècle est le siècle des Lumières, où les esprits éclairés s'ouvrent sur le monde, cherchent à découvrir les civilisations lointaines et à comprendre la Nature, en s'appuyant sur la raison et l'observation. Plutôt que d'essayer de percer le mystère de la nature ultime de Dieu, ils pensent que le monde est compréhensible par la raison et que l'on peut dégager pas à pas les lois qui le gouvernent, à condition de s'y appliquer à des observations systématiques et persévérantes. La botanique et la zoologie se sont prêtées à merveille à la réalisation de ce programme. Buffon, le directeur du Jardin du Roi, situé à Paris, insiste sur la nécessité de rassembler des faits précis avant d'élaborer quelque théorie que ce soit.
À partir des années 1750, les voyageurs qui comme Anquetil-Duperron, Féderbe de Modave ou l'abbé Jean-Charles Perrin séjournent plusieurs années en Inde, portent un regard curieux sur ce pays, qui après avoir subi la domination islamique des Moghol, était en pleine renaissance culturelle. Ces observateurs éclairés qui ont appris une ou plusieurs langues indiennes, manifestent une grande sympathie pour la mentalité indienne, les mœurs et la religion hindoue. Tous ces voyageurs des Lumières, sont poussés par la soif de découvrir des mondes nouveaux ou par la soif de s'enrichir mais ne se sentent pas investis d'une mission civilisatrice comme allaient le penser leurs successeurs plus hautains de la fin du XIXe siècle. Les témoignages écrits qu'ils ont laissé manifestent des liens profonds qu'ils ont développé avec ces pays.
Sonnerat indique dans la préface de son premier ouvrage « Le désir de concourir autant qu'il serait en moi à une entreprise utile, celui de voyager en des Pays où l'on aborde rarement ; où l'Homme, les animaux, les plantes, la nature entière offre à l'observateur un spectacle nouveau, a été le seul motif qui m'ait engagé à faire ce Voyage ». L'homme des Lumières affirme son droit au bonheur par le progrès matériel assuré par les connaissances utiles au genre humain. Le mal ne réside pas dans l'Homme mais dans l'ignorance, la superstition et la pauvreté. Dans l'avant-propos de son deuxième ouvrage, Sonnerat indique que « le désir de communiquer mes observations à mes compatriotes, m'a séduit ; s'ils peuvent en tirer quelque avantage, mon but sera rempli, ayant voyagé moins pour satisfaire ma curiosité, que pour m'instruire et me rendre utile ». Il indique aussi avoir le souci de la vérité.
Les descriptions qu'ils donnent sont faites en général d'un ton neutre, sans jugement de valeur et plutôt bienveillant (bien qu'il laisse échapper quelques agacements de temps à autre). Tout l'intéresse : les Hommes, leurs mœurs, les animaux, les plantes. Ce monde inconnu qui s'offre à ses yeux doit être décrit dans sa totalité. Il travaillait dans le même esprit que Diderot et d'Alembert qui au même moment, pour la rédaction de l'Encyclopédie, s’attelaient à la compilation des connaissances de leur époque.

### Voyage à la Nouvelle Guinée
Dans cet ouvrage, Sonnerat fait le récit de son voyage de onze mois (du 29 juin 1771 au 4 juin 1772) aux Philippines et aux Moluques.
Dans le chapitre premier, il décrit la navigation depuis l'Isle de France jusqu'au Seychelles. Il donne une description précise du coco de mer qu'il indique être originaire de l'île de Praslin des Seychelles. Contrairement à ce que ce chapitre sous-entend, Sonnerat n'aurait pas mis pied à terre dans cette île. Le journal de bord consulté par Morel est clair, à cet égard. Par contre, il est bien vrai qu'il a examiné de près des spécimens de noix, de jeunes plants et d'une grande palme de coco de mer, ramenés des Seychelles par l'abbé Rochon.

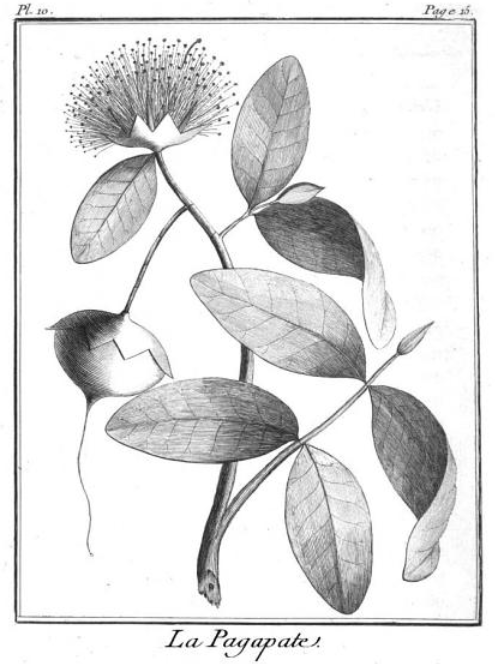
« La pagapate est un arbre qui croît dans les milieux humides ; les feuilles sont opposées... »

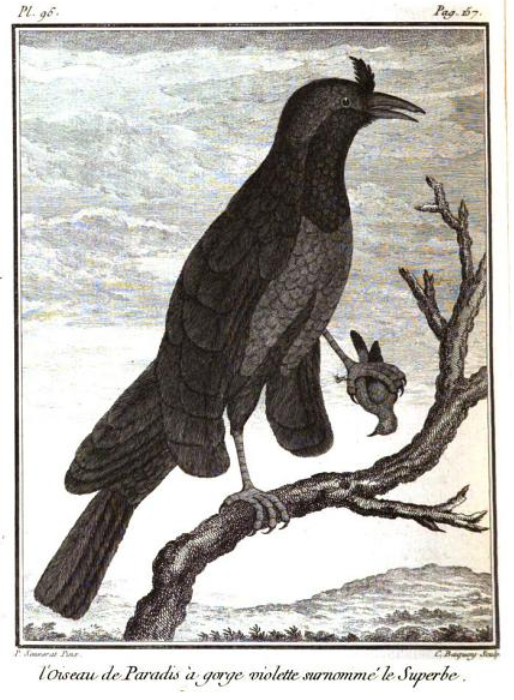
L'oiseau de Paradis à gorge violette : « sa tête, son col, en dessus, son dos sont revêtus de plumes d'un verd doré » (p. 157)

Il parcourt ensuite l'île de Luçon, Manille où il se désole que les Espagnols ne fassent pas fructifier les terres, Antigue, île de Mindanao, l'île de Pulo, la région des Papous, les Moluques.
Il donne des descriptions et illustrations de quelques arbres et arbustes remarquables. 

- du bonnet carré (Barringtonia asiatica) que Commerson avait déjà rencontré lors de son voyage autour du monde avec Bougainville.

- la pagapate, un palétuvier dénommé plus tard en son honneur, par Engler en 1897, Sonneratia caseolaris

- la bergkias (p 48), un gardénia, Gardenia thunbergia Thunb.

- la pandacaqui, Tabernaemontana pandacaqui Lam., « Toute la plante donne, lorsqu'on la blesse, un lait que les Indiens appliquent sur leurs plaies »

- le rima ou fruit à pain (p. 99), Artocarpus altilis (Parkinson ex F.A. Zorn) Fosberg, « Ce fruit serait d'un grand secours dans nos colonies ; on le coupe par tranches, & après l'avoir fait sécher, on le mange comme du pain »

- le petit citron vert (p. 103), Triphasia trifolia (Burm.f.) P. Wilson

- la menichea rosata, Barringtonia racemosa (L.) Sprengel

- la manssanas (p. 134), un jujubier Ziziphus jujuba Miller

- le muscadier (p 194), Sonnerat distingue la muscade mâle de la femelle, Myristica fragrans Houtt.

- le gerofle (p. 197), le giroflier, Syzygium aromaticum (L.) Merr. & L.M.Perry, « L'écorce, le fruit, les racines, les feuilles, tout est aromatique dans le Geroflier ».
Suivant Ly-Tio-Fane, la contribution de Sonnerat dans le domaine des sciences naturelles a été considérable. Il a été le premier à décrire et à illustrer de nombreux oiseaux et de nombreuses plantes (comme le coco de mer, la girofle et la muscade). S'il n'en a pas toujours été le véritable inventeur, il en fut le vulgarisateur.
Il décrit aussi des arbustes et arbres originaire d'Amérique tropicale, probablement apportés par les colons espagnols : le roucou (p 29), Bixa orellana L. ; le cacao (p. 101), Theobroma cacao L. ; la houette (p 132), actuellement appelée fromager aux Antilles, Ceiba pentandra (L.) Gaertner ; la sapotte negro, cultivée pour ses fruits appelés sapotes noires, Diospyros nigra (J. Gmelin) Perrier.
Son souci constant est d'informer sur les plantes utiles au développement économique des colonies.
Sa collecte d'oiseaux est très riche et plus originale. Pour  Audebert (1759-1800), un dessinateur-naturaliste comme lui : « Sonnerat [qui] a enrichi l'ornithologie d'un grand nombre d'espèces nouvelles ».
Il décrit et illustre : la tourterelle blanche ensanglantée ; la tourterelle cendrée ; la caille de l'île de Luçon ; la petite caille de l'île de Luçon ; la piegrieche dominiquaine des Philippines ; le gobbe-mouche de l'isle de Luçon ; la bergeronnette ainsi que les martins pêcheurs, pics, perruches, courlis, coucous, pélicans, oiseaux de paradis, manchots etc.
Mais Sonnerat a aussi fait figurer parmi les oiseaux de la Nouvelle-Guinée, un manchot du Détroit de Magellan ainsi que le fameux Laughing Kookaburra  qui se trouve en Australie mais dont Banks lui avait donné un exemplaire naturalisé lors de leur rencontre au Cap.

### Voyage aux Indes orientales et à la Chine
- Description encyclopédique de la société indienne

Dans son deuxième ouvrage qui connaîtra un immense succès de librairie, Sonnerat donne des descriptions approfondies de la société indienne. Il traite toujours des plantes utiles et des arbres fruitiers mais il fait surtout un travail d'anthropologue. Il observe attentivement les Hommes, les mœurs, les habits, la cuisine, les habitations, la division de la société en castes, les brahmanes, les rituels d'initiation, le mariage, les funérailles, les métiers, la médecine, la monnaie, les croyances, les fêtes, etc.

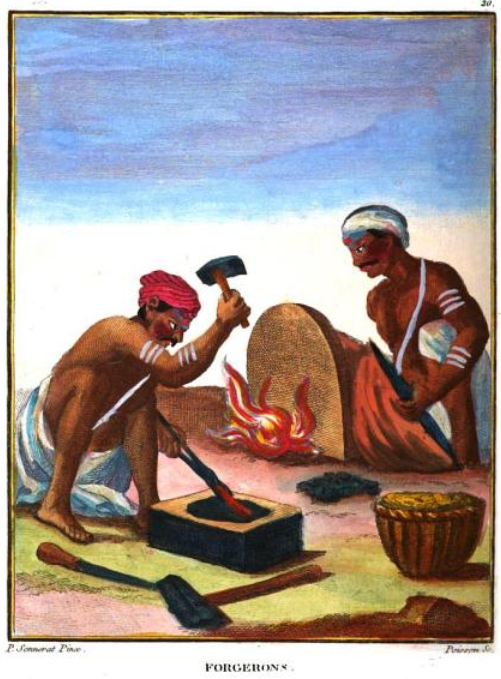
Le forgeron « établit sa forge devant la maison de celui qui l'appelle ...» (p. 105)

Les descriptions sont neutres presque "botaniques" mais elles peuvent être aussi enjouées : « L'humeur de ces peuples [les Tamouls] est portée à la joie et à la gaité : ils aiment les jeux, la danse, les spectacles et la musique. Il n'est point de nation plus sobre ; du riz cuit à l'eau, des herbages, des légumes, du laitage et quelques fruits ; voilà sa nourriture ordinaire » (Voyage aux Indes, p. 26).
Il donne aussi des indications historiques et géographiques utiles sur les comptoirs français (Mahé, Pondichéry, ...), anglais (Bombay, Talichery, ...), hollandais (Cochin), portugais (Goa) et des rivalités entre les nations coloniales qui ravagent le pays.

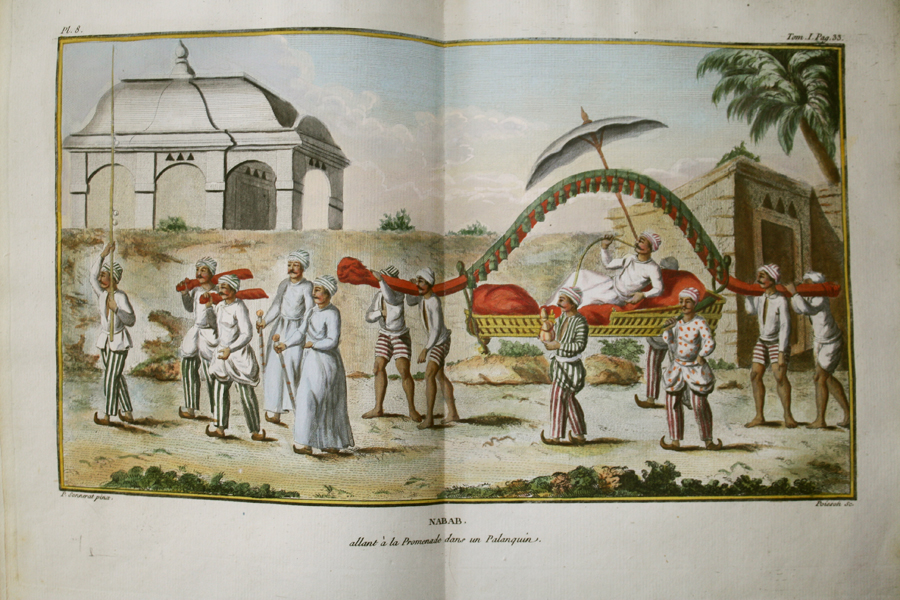
Nabab allant en promenade « Le palanquin est une voiture assez commode et très douce ; c'est une espèce de petit lit recouvert d'un tandelet, et garni d'un matelat et de coussins plus ou moins précieux. »

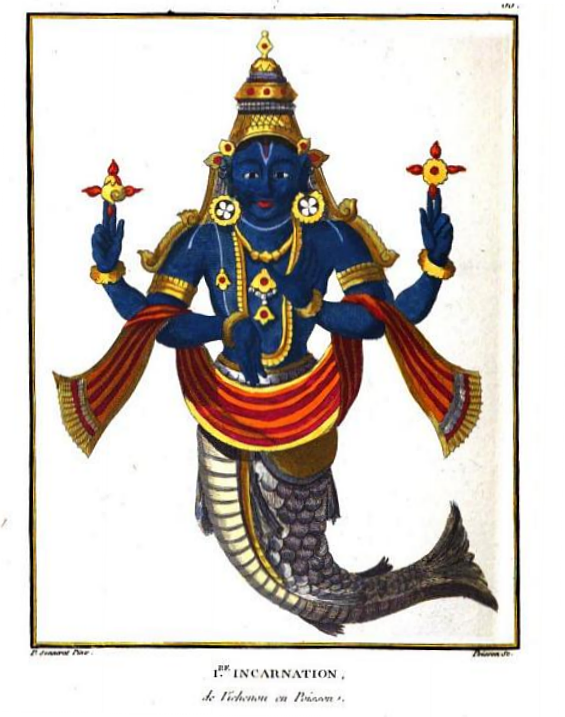
La première incarnation de Vichenou « fut en poisson, pour sauver du déluge le Roi Sattiaviraden & sa femme »

Malgré les informations nouvelles que son récit apporte, il traite aussi de tous les sujets obligés que tout voyageur de l'époque se doit d'aborder : 

- des « danseuses de temple » (ou bayadères ou devadasi), héritières orientales de la vestale, la vierge-prêtresse de la Rome antique : « elles se consacrent à honorer les Dieux, qu'elles suivent dans les processions, en dansant et chantant devant leurs images » (p 45) 

- des sati, (p. 96) ces veuves qui se jetaient sur le bûcher de leur époux pour mourir avec lui, ou s'immoler.

- les parias : « ils sont regardés par les autres Indiens comme des gens infâmes, souillés, abominables & réprouvés... Ils leur est défendu de puiser l'eau dans les puits des autres castes... Les Indiens n'ont tant de mépris pour eux, que parce qu'ils pensent que quand on fait beaucoup de mal sur la terre, on renaît Paria ».
- La fabrique de l’œuvre

On peut déceler dans son ouvrage les influences de l'orientalisme naissant comme les œuvres d'Alexander Dow History of Hindostan, translated from the Persian  et de Holwell.
En Inde, il collaborait avec des brahmanes qu'il envoyait enquêter à travers le pays.
Il donne parfois ses sources (comme le chapitre sur la grammaire tamoule tirée nous dit-il d'une « Grammaire imprimée à Trinquebar ») mais il se permet d'emprunter des idées à d'autres auteurs sans le signaler.
Il aurait utilisé un manuscrit inédit de son parent et protecteur Pierre Poivre. Ce qu'il dit de la médecine indienne ne paraît être que des on-dit puisés auprès des Européens de l'Inde. On l'a accusé aussi d'avoir copié les illustrations d'un ouvrage fait par un brahmane et rapporté par un missionnaire.
Son ouvrage est donc une synthèse de sources variées, allant  d'enquêtes de terrain aux récits de voyages ou empruntant aux travaux de savants et missionnaires. Sonnerat était peut-être sans scrupule mais il faut se rappeler que la notion de droit d'auteur ne commence à se former qu'au XVIIIe siècle et qu'il écrivait pour un large public cultivé. De plus, c'était la coutume parmi les voyageurs-écrivains de son temps, de s'emprunter beaucoup et de se citer peu ou pas.
- La portée de l’œuvre

Le Voyage aux indes orientales et à la Chine connut un immense succès. C'est une synthèse de toutes les connaissances qu'il a pu collecter sur place et dans les écrits de ses contemporains.
Dans le milieu académique, son travail soulève de fortes controverses. On lui reproche sa trop grande crédulité mais il défendra toujours « sa » vérité sur l'Inde.
Ses illustrations sont faites à la manière des company paintings, genre développé par des artistes indiens de la province de Tanjore. L'ouvrage de Sonnerat réalise ainsi la première grande diffusion en France et en Europe de ce nouveau style. Dans la seconde édition de 1806, Sonnini de Manoncourt écrit « Aucun ouvrage n'a mieux fait connaître la presqu'île de l'Inde ».
Les hommes des Lumières n'ont pas tous condamné le système esclavagiste. Diderot, Condorcet et les membres de la « Société des amis des Noirs » réclamaient l'abolition immédiate de la traite des Noirs et progressive de l'esclavage. La condamnation la plus retentissante fut celle de Bernardin de Saint-Pierre.
Dans le livre IV p. 363, Sonnerat livre une critique acerbe de l'esclavage aux Mascareignes :
« L'habitant n'emploie jamais ses bénéfices à l'amélioration des terres ; les esclaves ne travaillent que nonchalamment ; que peut-on attendre d'un malheureux qu'on force à grands coups de fouet de rapporter l'intérêt de ce qu'il coûte? J'ai connu des maîtres humains et compatissants, qui ne le maltraitant point adoucissaient leur servitude, mais ils sont en très petit nombre Les autres exercent sur leurs Nègres une tyrannie cruelle et révoltante. L'esclave après avoir travaillé toute la journée, se voit obligé de chercher sa nourriture dans les bois, et ne vit que de racines malfaisantes. Ils meurent de misère et de mauvais traitement, sans exciter le moindre sentiment de commisération ; aussi ne laissent-ils pas l'occasion de briser leurs fers, pour aller chercher dans les forêts l'indépendance et la misère ».
Cossigny qui apparaît comme le prototype de l'intellectuel du XVIIIe siècle réagira vivement aux attaques de son ami Sonnerat, dans une publication de plus de cent pages Lettre à M. Sonnerat. Il l'accuse d'avoir calomnié l'Île de France en affirmant que les maîtres humains sont peu nombreux. S'il regrette que « les circonstances aient forcé les Européens à peupler leurs colonies d'esclaves », il n'en possède pas moins de grandes habitations avec des centaines d'esclaves.
- La Chine

Les pages consacrées à  la Chine sont faites de jugements très sévères, souvent à l'emporte-pièce. Contrairement au regard bienveillant et curieux porté sur l'Inde, Sonnerat a certainement été exaspéré par « les entraves que les Chinois mettent à toute liaison suivie entre eux et les étrangers » (p. 370). Une lettre de Pierre Poivre à M. Galles résume très bien la raison des incompréhensions de son protégé : « Je suis charmé que vous ayez été content de l’ouvrage de M. Sonnerat. J’ai trouvé comme vous, sa partie des mœurs et usages de l’Inde, ainsi que son histoire naturelle très intéressantes. Je l’ai trouvé trop court sur les Isles de France, de Bourbon, de Madagascar et sur le cap de Bonne-Espérance : mais je l’ai trouvé beaucoup trop long sur les Chinois dont il eut mieux fait de ne rien dire du tout : car il n’a rien vu, rien pu voir en Chine. Il a jugé de ce grand peuple, comme pourrait juger des Français, un Chinois qui aborderait à Marseille, y serait fermé en quarantaine et au sortir de sa quarantaine, retournerait dans son pays y faire l’histoire des Français, dont il ne saurait seulement pas un mot de leur langue ».
- Les descriptions naturalistes

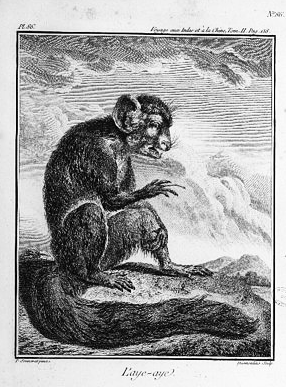
Le Aye-aye (illustration de Sonnerat)

Sonnerat donna la première description zoologique d'un mystérieux petit animal qu'il put observer à Madagascar et qu'il nomma aye-aye.
Le couple de aye-aye qu'on lui avait donné mourut rapidement mais il put en tirer une description précise qui fut la seule source d'information sur l'animal pendant les 80 années suivantes, parce qu'aucun autre spécimen ne fut observé par les naturalistes jusqu'au milieu du XIXe siècle. Il ramena en France une peau naturalisée sur laquelle travailla Buffon.
Le aye-aye est un petit primate, nommé actuellement  Daubentonia madagascariensis. « Il a cinq doigts à chaque pied... Les deux dernières articulations du doigt du milieu sont longues, grêles, dénuées de poils ; il s'en sert pour tirer des trous des arbres les vers qui font sa nourriture »
Sonnerat est aussi le premier découvreur et descripteur naturaliste de deux espèces d'indri : celui à courte queue et celui à longue queue ou maquis à bourres de Madagascar. Le premier est doux et s'apprivoise assez facilement.
Aucun Indridé n'était mentionné dans le Systema Naturae de Carl von Linné de 1758, et il faut attendre le voyage de Sonnerat sur la côte orientale de Madagascar pour que cette famille fasse son entrée dans la littérature scientifique. L'explorateur français dépose au Jardin du Roi, à Paris, un « Maquis à bourre » (ou avahi) et un indri, mais aucun sifaka.
Il décrit et illustre aussi le chat sauvage à bandes noires des Indes, la civette de Malacca, etc.

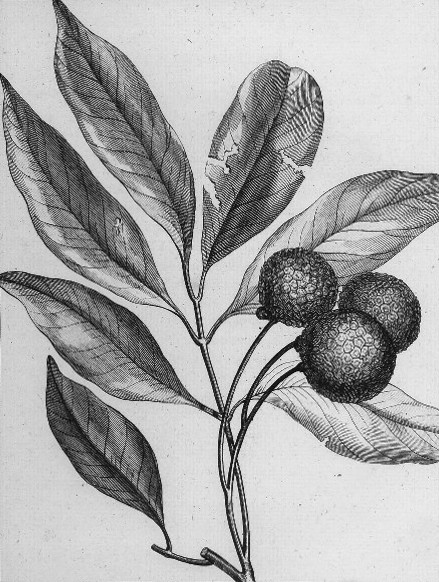
Litchi (illustration de Sonnerat)

Sonnerat décrit et illustre aussi de nombreuses plantes tropicales.
Ce fut le premier ou un des premiers à décrire précisément :

- le litchi (Litchi chinensis Sonn.) « Le fruit est une noix ovale...[qui] renferme une pulpe bonne à manger...Cet arbre se trouve à la Chine : son fruit est très agréable & un des meilleurs de ce pays...» 

- l'arbre de Cythère (Spondias cythera Sonner., Spondias dulcis Parkinson ) 

- le ravénala (ou arbre du voyageur, Ravenala madagascariensis Sonn.)
Bien que souvent le premier à donner une description savante d'une espèce, le nom de Sonnerat ne figure pourtant pas à la suite du basionyme. En effet les règles du Code international de nomenclature qui commencent à être établies à la fin du XIXe siècle exigent que sa dénomination soit faite d'un binôme latin, ce que Sonnerat a souvent négligé. Pour un exemple voir Lodoicea maldivica, le coco-de-mer.
The International Plant Names Index attribue plusieurs dizaines d'espèces à Sonnerat, comme  Amomum angustifolium Sonn., Banisteria tetraptera Sonn., Barringtonia rosata (Sonn.) R.Knuth, Bombax grandiflorum Sonn., Cadamba jasminiflora Sonn., Commelina vaginata Sonn. ex C.B.Clarke, Lecythidaceae Commercona Sonn., Rutaceae Cookia Sonn., Cristaria coccinea Sonn., Crotalaria indigofera Sonn. ex Lam., Gardenia subgen. Bergkias (Sonn.) Verdc, Guatteria longifolia (Sonn.) Wall., Litchi chinensis Sonn., Marsana buxifolia Sonn., Monoon longifolium (Sonn.) B.Xue & R.M.K.Saunders, Polyalthia longifolia (Sonn.) Thwaites, Ravensara aromatica Sonn., Spondias cytherea Sonn., Tambourissa quadrifida Sonn., Unona longifolia (Sonn.) Dunal,  Uvaria longifolia Sonn.
ITIS répertorie Sonnerat (Sonn.) comme auteur de taxon pour environ 80 espèces animales (surtout des oiseaux) et 5 espèces végétales (en comptabilisant les valides et les invalides).
Deux espèces d'oiseaux ont été dédiés à Sonnerat (Gallus sonneratii, le coq de Sonnerat, Cacomantis sonneratii, le Coucou de Sonnerat) ainsi qu'un genre (Sonneratia, des mangroves) de la famille des Lythraceae.

## Textes en ligne
- Voyage à la Nouvelle-Guinée, Paris Ruault 1776, [lire en ligne]
- Voyage aux Indes orientales et à la Chine,
  - volume 1, 1806, [lire en ligne]
  - volume 2, 1782, lire en ligne sur Wikisource,
- Voyage aux Indes orientales et à la Chine, deux volumes fac simile, sur la Bibliothèque numérique mondiale, [lire en ligne]
- Illustrations sur Gallica, BNF, [lire en ligne]